# Kawasaki Ki-56
Kawasaki Ki-56 (jap. 一式貨物輸送機, dosł. Samolot Armii Typ 1 Transportowy) – japoński lekki samolot transportowy z okresu II wojny światowej. Samolot powstał jako wersja rozwojowa budowanego wówczas na licencji Lochkeeda Electry. W latach 1940–1943 zbudowano 121 egzemplarzy tego samolotu, w czasie wojny znany był przez aliantów pod oznaczeniem kodowym Thalia.

## Tło historyczne
W 1938 dwie japońskie linie lotnicze zakupiły łącznie 30 samolotów Lockheed Model 14-38. W tym samym roku zakłady Tachikawa Hikōki zdobyły licencję na produkcję tych samolotów w Japonii i firma zaproponowała budowę tych samolotów lotnictwu Cesarskiej Armii Japońskiej. W 1939 Armia złożyła zamówienie na pierwszą serię samolotów, które otrzymały oznaczenie Typ LO. Typ LO miał być produkowany w zakładach Kawasaki, które rozpoczęły przygotowania do jego produkcji, ale jeszcze przed jej rozpoczęciem we wrześniu 1939 Koku Hombu (ministerstwo ds. lotnictwa) nakazało Kawasaki zaprojektowanie ulepszonej wersji tego samolotu, kładąc przede wszystkim nacisk na lepsze parametry startu i powiększenie pojemności kabiny.

## Prace projektowe
Głównym projektantem samolotu został Takeo Doi, pod jego kierownictwem i bez żadnej współpracy z Lockheedem, który w tym czasie zaprojektował bardzo podobny Lockheed Model 18 Lodestar, japońscy projektanci przedłużyli kadłub samolotu o 150 centymetrów i poprawili konstrukcję klap Fowlera zwiększając ich wydajność. Dużo uwagi poświęcono także zmniejszeniu wagi konstrukcji skrzydeł, wewnątrz kabiny pod sufitem umieszczono belkę ładunkową, a w tylnej części kadłuba umieszczono duże drzwi do ładunku towarów. Pomimo powiększonych rozmiarów japoński samolot był o 56 kilogramów lżejszy od jego amerykańskiego pierwowzoru.

## Opis konstrukcji
Kawasaki Ki-56 był dwusilnikowym samolotem transportowym o konstrukcji prawie całkowicie metalowej z powierzchniami sterowymi krytymi płótnem. Napęd samolotu stanowiły silniki 14-cylindrowe, chłodzone powietrzem silniki gwiazdowe typu Nakajima Ha-25 o mocy 990 KM przy starcie i 970 KM na wysokości 3400 m napędzające trzypłatowe metalowe śmigła o stałej prędkości.
Samolot mierzył 14,9 m długości i 3,6 m wysokości, rozpiętość skrzydeł wynosiła 19,964 m, a ich powierzchnia 51,2 m². Masa własna samolotu wynosiła 4895 kg, mógł on przewozić do 2400 kg ładunku.
Prędkość maksymalna wynosiła 400 km/h na wysokości 3500 m, pułap operacyjny wynosił 8000 m.
Załogę stanowiły cztery osoby – pilot, drugi pilot, nawigator i radiotelegrafista.

## Historia
Dwa pierwsze prototypy powstały w listopadzie 1940. W czasie ich oblatywania pokazały one znacznie lepsze parametry startu i poprawioną charakterystykę pilotażu. Po testach samolot wszedł do produkcji jako Samolot Armii Typ 1 Transportowy, początkowo był on produkowany równolegle z Typem LO, ale w grudniu 1941 zakończono produkcję licencyjnego LO, a produkcja Typu 1 trwała do września 1943. Łącznie wybudowano 121 samolotów tego typu – dwa prototypy i 119 samolotów seryjnych.

## Użycie bojowe
Ki-56 używane były na wszystkich frontach wojny na Pacyfiku, po raz pierwszy zostały użyty bojowo w czasie inwazji na Sumatrę. Ki-56 używany był nie tylko jako samolot transportowy, używały go także jednostki Teishin Shudan (siły powietrznodesantowe Armii), w tej roli samolot przewoził 14 spadochroniarzy. W czasie wojny znany był przez aliantów pod oznaczeniem kodowym Thalia